# Sasha Carter
Sasha Carter, z domu Bergner (ur. 20 lipca 1974), kanadyjska curlerka, jest drugą w drużynie Kelly Scott, mistrzyni świata i świata juniorów.
Od początku swojej curlingowej kariery Carter związana jest z Kelly Scott - jako druga brała już udział w wygranych mistrzostwach Manitoby juniorów 1995. Wygrana ta dała możliwość gry w mistrzostwach Kanady, po których Carter została reprezentantką kraju podczas Mistrzostw Świata Juniorów w Curlingu 1995. Drużyna Scott wywalczyła wówczas złoty medal.
Przez następne lata Carter nie mogła przebić się przez rywalizację na szczeblu prowincjonalnym. Po raz pierwszy zagrała w Tournament of Hearts 2005 zdobywając 3. miejsce. W następnym roku ponownie drużyna Kelly Scott wygrała rywalizację w Kolumbii Brytyjskiej i w Tournaments of Heart 2006 również zdobyła tytuł mistrzowski. W tym samym roku Carter wyjechała na Mistrzostwa Świata 2006. Zawody w Grande Praire Kanada zakończyła zdobywając brązowe medale.
W 2007 Carter automatycznie brała udział w Tournaments of Hearts jako członek Drużyny Kanada. Do fazy play off zespół zakwalifikował się z pierwszego miejsca, jednak już w pierwszym meczu przegrał ze Saskatchewanem (Jan Betker) 5:8. Sasha Carter zagrała w finale po pokonaniu w półfinale Jennifer Jones z Manitoby 7:5. Finał układał się pomyślnie dla drużyny Scott i wynikiem 8:5 obroniła tytuł mistrza Kanady.
Podczas Mistrzostw Świata 2007 w fazie zasadniczej Kanada dwukrotnie pokonała Dunki i zdobyła tytuł mistrza świata. Sasha Carter i Kelly Scott były pierwszymi kobietami, które w swoim dorobku medalowym miały złote medale mistrzostw świata i mistrzostw świata juniorów.
W Scotties Tournament of Hearts 2008 drużyna z Carter zakończyła na miejscu 8. z bilansem 5-6. Carter wraz z zespołem Kelly Scott zakwalifikowała się do Canadian Olympic Curling Trials 2009, gdzie zajęła ostatnie - 8. miejsce. Do mistrzostw Kanady Carter powróciła w 2011 przegrywając mecz barażowy zajęła 5. pozycję. Rok później Kolumbia Brytyjska dotarła do finału, gdzie przegrała na rzecz Alberty (Heather Nedohin). W 2013 te same drużyny rywalizowały w małym finale, zespół Carter wywalczył brązowe medale.

## Drużyna
- Skip: Kelly Scott
- Trzecia: Jeanna Schraeder
- Otwierająca: Sarah Wazney